# 薄野車站
薄野車站（日语：／ Susukino eki */?）位於日本北海道札幌市中央區南4条西4丁目，是札幌市交通局的地下鐵站。薄野車站是札幌市營地下鐵南北線的沿線車站之一，車站編號N08。而在車站地面西側的十字路口上，則可以見到札幌市電車山鼻線沿線的同名路面電車車站（すすきの停留場）。

## 車站構造

### 札幌市營地下鐵

#### 月台配置
| 月台 | 路線   | 目的地                     |
| ---- | ------ | -------------------------- |
| 1    | 南北線 | 中島公園、平岸、真駒內方向 |
| 2    | 南北線 | 大通、札幌、麻生方向       |

### 札幌市電車
以前曾有一段時間以漢字「薄野」作為車站名稱。車站位於南4条大道及車站前大道的十字路口西面，而路軌在車站內呈現「Y」字形。南側為上車用的月台而另一側為下車用的月台。單線部份可以容納兩輛電車，作為臨時用電車或除雪電車的臨時放置處。安全區域設置了地面融雪系統及有蓋月台，此外亦提供通用 WITH YOU 車票的自動售賣器。
原來是西4丁目線、豐平線及山鼻線的轉線站，東側為豐平線的車站，以及作7系統折返之用。現在則是作為終點站，與西4丁目站形成環形線。而現在亦正在討論及檢討延伸至札幌站的方案。

## 相鄰車站、停留場
札幌市營地下鐵
 南北線
大通（N07）－薄野（N08）－中島公園（N09）
山鼻線
資生館小學校前（SC22）－薄野（SC23）
都心線
薄野（SC23）－狸小路（SC24）

## 外部連結
- 札幌市交通局（日文）